# 정균 (고려)
정균(鄭筠, ? ~ 1179년)은 고려(高麗)의 무신(武臣)이다. 본관은 해주(海州)이며, 무신정변(武臣政變)의 주역인 정중부(鄭仲夫)의 아들이다.

## 생애
1174년(명종 4) 서경에서 조위총(趙位寵)이 난을 일으키자 도지병마사(都知兵馬使)로서 절령역(岊嶺驛) 부근에서 습격을 받은 윤인첨(尹鱗瞻)을 구원하였다. 이어 섭대장군(攝大將軍)으로 지병마사(知兵馬使)가 되어 서경을 공격하였고, 12월에는 종군(從軍)하던 승려 종참(宗旵) 등을 시켜 이의방과 그 도당들을 살해하였다.
1178년(명종 8)에는 좌승선(左承宣)으로 개성의 광덕리(廣德里)에 있는 태후의 옛 별궁을 사제(私第)로 삼았으나 왕이 이를 막지 못하였다. 지병부장주(知兵部掌奏)로 무관의 전선(銓選)을 장악했고, 1179년(명종 9)에 좌승선 지병부사(左承宣知兵部事)에서 지도성사(知都省事)가 되었다.
1179년(명종(明宗) 9) 경대승(慶大升)에 의해 아버지인 정중부(鄭仲夫)와 매부인 송유인(宋有仁)과 함께 제거되었다.

## 가계
- 아버지 : 정중부(鄭仲夫, 1106~1179)
- 어머니 : 미상
  - 누이 : 해주 정씨(海州 鄭氏)
  - 매부 : 송유인(宋有仁, ? ∼1179)
  - 후배 : 김씨(金氏)

## 정균이 등장한 작품
- 《무인시대》 KBS 드라마 (2003년~2004년, 배우:이민우)